# Rhodope crucispiculata
Rhodope crucispiculata is een slakkensoort uit de familie van de Rhodopidae. De wetenschappelijke naam van de soort werd voor het eerst geldig gepubliceerd in 1988 door Salvini-Plawen.